# Марко Рітцбергер
Марко Рітцбергер (нім. Marco Ritzberger; нар. 27 грудня 1986, Вадуц, Ліхтенштейн) — ліхтенштейнський футболіст, захисник.

## Клубна кар'єра
Футболом розпочав займатися в дитячо-юнацькій академії «Вадуца». У Челлендж-лізі Швейцарії 18-річний Марко дебютував 4 грудня 2005 року в поєдинку проти «Беллінцони». Навесні 2006 року підписав контракт зі столичним клубом «Вадуц». Підписавши цей контракт, вперше отримав статус професійного футболіста. Найвизначнішими моментами його кар'єри є вирішальний гол 24 серпня 2006 року в переможному (2:1) домашньому матчі-відповіді другого кваліфікаційного раунду Кубку УЄФА проти «Базеля» і перемога в Челлендж-лізі Швейцарії 2008 року з «Вадуцом». У швейцарській Суперлізі дебютував 20 липня 2008 року (у віці 21 року) в поєдинку проти «Люцерна». Першим голом у Суперлізі відзначився 7 грудня 2008 року в переможному (1:0) поєдинку проти «Ксамакса». У складі команди 8 разів вигравав кубок Ліхтенштейну. 
Влітку 2012 року «Вадуц» та Марко Рітцбергер за взаємною згодою вирішили розірвати контракт. Причиною цього стали численні хронічні травми гравця. «Це спонукало нас до такого кроку, — пояснив футболіст. — Найважливіше для мене зараз просто зберегти своє здоров'я. Що буде далі, покаже час».

## Кар'єра в збірній
Протягом більшої частини юності регулярно викликався до юнацьких та молодіжної збірних Ліхтенштейну.
17-річний Марко дебютував у футболці національної збірної Швейцарії 3 вересня 2004 року в Утрехті, в поєдинку проти Нідерландів. 10 серпня 2011 року відзначився своїм єдиним голом за національну команду, у ворота Джонні Леоні і, таким чином, став першим гравцем з Ліхтенштейну, який відзначався голом у воротах збірної Швейцарії.

## Статистика виступів

### Голи за збірну
| 1.                           | 10 серпня 2011 | Райнпарк, Вадуц, Ліхтенштейн | Швейцарія | 1–2 | Поразка | Товариський матч |
| Станом на 13 січня 2013 року |                |                              |           |     |         |                  |

## Досягнення
«Вадуц»
- Кубок Ліхтенштейну
  -  Володар (8): 2005, 2006, 2007, 2008, 2009, 2010, 2011

- Челлендж-ліга Швейцарії
  -  Чемпіон (1): 2008